# 邵象华
邵象华（1913年1月22日—2012年3月21日），男，浙江杭州人，中国金属学家、冶金工程师。中国科学院院士，中国工程院院士。

## 生平
1913年1月22日出生于浙江省杭州市。1932年，毕业于国立浙江大学化学工程系。1938年获得英国帝国理工学院冶金学硕士学位。归国后，邵象华曾任武汉大学工学院教授，筹建矿冶系，后任国民政府资源委员会电化冶炼厂厂长，1945年后被派到东北负责接收鞍山钢厂。
1949年，出任刚建成的鞍山钢铁公司总工。1958年，调入北京钢铁研究总院任研究员。
1955年，当选为中国科学院学部委员（院士）。1995年，当选为中国工程院院士。

## 家庭
妻子王晓云是1940届武汉大学历史系毕业生。